# Dyschoriste quitensis
Dyschoriste quitensis är en akantusväxtart som först beskrevs av Carl Sigismund Kunth, och fick sitt nu gällande namn av Carl Ernst Otto Kuntze. Dyschoriste quitensis ingår i släktet Dyschoriste och familjen akantusväxter. Inga underarter finns listade i Catalogue of Life.